# Harry-Insel
Die Harry-Insel (französisch Île Harry, in Argentinien Isla Enrique) ist eine vereiste Insel im Palmer-Archipel vor der Westküste der Antarktischen Halbinsel. Sie liegt in der südöstlichen Einfahrt der Meerenge zwischen der Brabant-Insel und Liège Island. Dominiert wird die Insel von einem 128 m hohen pyramidenförmigen Berg.
Teilnehmer der Belgica-Expedition (1897–1899) unter der Leitung des belgischen Polarforschers Adrien de Gerlache de Gomery entdeckten sie und landeten hier am 25. Januar 1898 an. De Gerlache benannte sie nach dem belgischen Zeitungsverleger Gérard Harry (1856–1931), einem Geldgeber der Forschungsreise.